# Touan-Spitzmausbeutelratte
Die Touan-Spitzmausbeutelratte (Monodelphis touan) lebt in Französisch-Guyana, im nordöstlichen Brasilien im Bundesstaat Amapá, auf der Insel Marajó im Amazonasdelta und südlich des unteren Amazonas zwischen den Unterläufen von Rio Tocantins und Rio Xingu und möglicherweise auch in Suriname.

## Beschreibung
Männchen erreichen eine Kopfrumpflänge von 13,8 bis 17 cm, haben einen 7,9 bis 9,5 cm langen Schwanz und erreichen ein Gewicht von 64 bis 100 g. Weibchen bleiben kleiner und erreichen eine Kopfrumpflänge von 11,9 bis 15,5 cm, haben einen 6,5 bis 8,5 cm langen Schwanz und erreichen ein Gewicht von 40 bis 66 g. Der Schwanz hat damit eine Länge von etwa 55 % der Kopfrumpflänge. Auf dem Rücken ist das Fell der Tiere grau gefärbt, an den Körperseiten rötlich und am Bauch cremefarben, wobei die Bauchhaare graue Basen haben, sodass ein leicht grauer Einschlag entsteht. Auf dem Rücken sind die Haare etwa 8 mm lang, am Bauch ca. 4 mm. Der Kopf ist an den Seiten rötlich. Kehle und Kinn sind rötlich. Auf der Mitte von Kopf und Schnauze befindet sich ein graues Band, das oft nur undeutlich zu sehen ist, bei Exemplaren südlich des Amazonas aber breiter ist. Nur der körpernahe Abschnitt des Schwanzes ist behaart. Der behaarte Abschnitt nimmt bei Tieren südlich des Amazonas 20 % der Schwanzlänge ein, bei denen nördlich des Amazonas hat er eine Länge von 30 bis 50 % der Schwanzlänge. Der unbehaarte Abschnitt des Schwanzes und die Pfoten sind dunkelbraun oder grau. Die Ohren sind klein, unbehaart und dunkelbraun oder grau. Weibchen haben keinen Beutel. Die Anzahl der Zitzen ist unbekannt. Der Karyotyp ist 2n=18, FN=30.

## Lebensraum und Lebensweise
Die Touan-Spitzmausbeutelratte lebt in feuchten Primär- und Sekundärwäldern, ist tagaktiv und bodenbewohnend. Sie ernährt sich vor allem von Insekten. Daneben werden auch Früchte verspeist. Über die Fortpflanzung der Tiere ist bisher nichts bekannt.

## Systematik
Als Autor der Erstbeschreibung der Touan-Spitzmausbeutelratte gilt der englische Naturforscher George Shaw, die sie 1800 unter der Bezeichnung Viverra touan beschrieb, also den Zibetkatzen zuordnete. Lange Zeit galt die Touan-Spitzmausbeutelratte als Unterart der Guiana-Spitzmausbeutelratte (Monodelphis brevicaudata). Im Jahr 2012 erhielt sie schließlich den Status einer eigenständigen Art was im Beuteltierband des Handbook of the Mammals of the World (erschienen 2015) so übernommen wurde. Touan-Spitzmausbeutelratten nördlich und südlich des Amazonas unterscheiden sich etwas in der Färbung und der Morphologie aber einige Exemplare nördlich des Amazonas ähneln mehr denen von südlich des Amazonas als ihren Artgenossen aus dem Norden. Ob die Spitzmausbeutelratten aus Suriname auch zu dieser Art gehören ist noch nicht klar.

## Status
Die Touan-Spitzmausbeutelratte wird von der IUCN noch nicht als eigenständige Art angesehen und sie macht deshalb keine Angaben über einen möglichen Gefährdungsgrad.

## Belege
1. 1 2 3 4  Diego Astúa: Family Didelphidae (Opossums). in Don E. Wilson, Russell A. Mittermeier: Handbook of the Mammals of the World – Volume 5. Monotremes and Marsupials. Lynx Editions, 2015, ISBN 978-84-96553-99-6. Seite 149–150.
2. ↑  Silvia Eliza Pavan, Rogerio Vieira Rossi, Horacio Schneider: Species diversity in the Monodelphis brevicaudata complex (Didelphimorphia: Didelphidae) inferred from molecular and morphological data, with the description of a new species. Zoological Journal of the Linnean Society, Volume 165, Issue 1, May 2012, Pages 190–223, doi: 10.1111/j.1096-3642.2011.00791.x